# Jordan Loyd
Jordan Kenneth Loyd (Atlanta, 27 luglio 1993) è un cestista statunitense naturalizzato polacco, professionista in NBDL e in Europa.

## Statistiche

### College
| Anno      | Squadra         | PG | PT | MP   | TC%  | 3P%  | TL%  | RP  | AP  | PRP | SP  | PP  |
| --------- | --------------- | -- | -- | ---- | ---- | ---- | ---- | --- | --- | --- | --- | --- |
| 2011-2012 | Furman Paladins | 27 | 13 | 20,9 | 37,0 | 26,4 | 68,4 | 3,4 | 1,7 | 0,6 | 0,1 | 6,0 |
| 2012-2013 | Furman Paladins | 1  | 0  | 23,0 | 25,0 | 0,0  | 40,0 | 5,0 | 4,0 | 0,0 | 0,0 | 4,0 |
| Carriera  | Carriera        | 28 | 13 | 21,0 | 36,7 | 25,9 | 66,1 | 3,5 | 1,8 | 0,5 | 0,1 | 5,9 |

### NBA

#### Regular Season
| Anno       | Squadra         | PG | PT | MP  | TC%  | 3P%  | TL%  | RP  | AP  | PRP | SP  | PP  |
| ---------- | --------------- | -- | -- | --- | ---- | ---- | ---- | --- | --- | --- | --- | --- |
| 2018-2019† | Toronto Raptors | 12 | 0  | 4,6 | 44,4 | 50,0 | 81,8 | 0,8 | 0,5 | 0,0 | 0,0 | 2,4 |
| Carriera   | Carriera        | 12 | 0  | 4,6 | 44,4 | 50,0 | 81,8 | 0,8 | 0,5 | 0,0 | 0,0 | 2,4 |

### G League
| Anno      | Squadra       | PG | PT | MP   | TC%  | 3P%  | TL%  | RP  | AP  | PRP | SP  | PP   |
| --------- | ------------- | -- | -- | ---- | ---- | ---- | ---- | --- | --- | --- | --- | ---- |
| 2016-2017 | F.W. Mad Ants | 49 | 19 | 28,4 | 43,6 | 34,2 | 87,1 | 4,2 | 4,0 | 0,9 | 0,3 | 15,1 |
| 2018-2019 | Raptors 905   | 41 | 40 | 35,5 | 48,1 | 36,7 | 86,2 | 5,8 | 6,0 | 1,8 | 0,3 | 22,5 |
| Carriera  | Carriera      | 90 | 59 | 31,6 | 46,0 | 35,6 | 86,6 | 4,9 | 4,9 | 1,3 | 0,3 | 18,5 |

### Eurolega
| Anno      | Squadra              | PG  | PT  | MP   | TC%  | 3P%  | TL%  | RP  | AP  | PRP | SP  | PP   |
| --------- | -------------------- | --- | --- | ---- | ---- | ---- | ---- | --- | --- | --- | --- | ---- |
| 2019-2020 | Valencia             | 18  | 9   | 21,9 | 41,7 | 42,9 | 77,4 | 1,9 | 2,4 | 0,7 | 0,1 | 11,1 |
| 2020-2021 | Stella Rossa         | 29  | 27  | 27,4 | 42,5 | 31,1 | 90,6 | 3,6 | 3,2 | 1,2 | 0,2 | 17,3 |
| 2021-2022 | Zenit S. Pietroburgo | 23  | 22  | 27,2 | 43,6 | 34,7 | 83,3 | 4,0 | 3,9 | 1,0 | 0,1 | 13,2 |
| 2022-2023 | Monaco               | 34  | 29  | 25,3 | 44,1 | 37,1 | 89,9 | 2,4 | 2,7 | 1,3 | 0,1 | 12,3 |
| 2023-2024 | Monaco               | 20  | 12  | 22,5 | 39,2 | 34,9 | 90,2 | 2,7 | 2,0 | 0,8 | 0,0 | 10,4 |
| 2024-2025 | Maccabi Tel Aviv     | 2   | 2   | 27,6 | 52,2 | 28,6 | 100  | 2,5 | 1,5 | 0,5 | 0,0 | 15,5 |
| 2024-2025 | Monaco               | 33  | 17  | 20,8 | 43,6 | 37,4 | 89,0 | 2,9 | 1,7 | 0,6 | 0,1 | 9,0  |
| Carriera  | Carriera             | 159 | 118 | 24,3 | 42,8 | 35,6 | 87,8 | 2,9 | 2,6 | 0,9 | 0,1 | 12,3 |

## Palmarès

### Squadra
- Campionato NBA: 1

Toronto Raptors: 2018-2019
- Campionato serbo: 1

Stella Rossa: 2020-2021
- Campionato francese: 2

Monaco: 2022-2023, 2023-2024
- Coppa di Serbia: 1

Stella Rossa: 2021
- Coppa di Francia: 1

Monaco: 2022-2023
- Lega Adriatica: 1

Stella Rossa: 2020-2021
- VTB United League: 1

Zenit San Pietroburgo: 2021-2022

### Individuale
- Quintetto ideale della ABA Liga: 1

Stella Rossa: 2020-2021
- LNB Pro A MVP finali: 1

Monaco: 2022-23